# الكاسبي
الكاسبي هي قبيلة منتشرة في محافظة جنوب الشرقية في سلطنة عُمان في المنطقة الشرقية 

## الوصف
يعتبر صنف الكاسبي من الأصناف الحساوية، والكاسبي من الأصناف المبكرة التي بداية نضجها في أواخر شهر مايو وبداية شهر يونيو مع أصناف الطيار والعذابي والحليلي. وياتي صنف الكاسبي في برج السرطان مع أصناف الطيار والمخباز والحليلي والبربكي والغر. والبلح الملون من صنف الكاسبي خشنًا غير حلو، ويفضل أكل الكاسبي في مرحلة الرطب، ويعتبر صنف الكاسبي من الأصناف الغير مشهورة مع أصناف العدابي والشكيمي والحليلي. تشتهر واحة الأحساء بصنف الكاسبي، وتسمل واحة الأحساء أكثر من ثلاثة ملايين شجرة نخيل، كما تشمل واحة النخيل أصناف مثل الخلاص، والرزيز، والشيشي، والزاملي، والشبيي، والهلالي، والمرزبان، والطيار، والغر، والخنيزي.

## فوائد الرطب
يحتوي الرطب على العديد من الفيتامينات، والمعادن، والبروتينات، والألياف الغذائية، والكربوهيدرات، ويمد الرطب الجسم بالسعرات الحرارية.